# Grčke periferije
Podjela Grčke na periferije (grčki: Περιφέρειες) je bila službena prva razina podjele ove zemlje do 2011. godine kada je Grčka podjeljena na sedam novi periferija. Sve do 1987. Grčka je bila podijeljena na regije, što je način podjele koji se i danas često neslužbeno koristi. U zemlji postoji 13 periferija, koje se dalje dijele na 54 prefekture. Devet periferija nalaze se na kopnu, dok četiri obuhvaćaju otočne skupine.
1. Periferija Atika
2. Periferija Središnja Grčka
3. Periferija Središnja Makedonija
4. Periferija Kreta
5. Periferija Istočna Makedonija i Trakija
6. Periferija Epir
7. Periferija Jonski otoci
8. Periferija Sjeverni Egej
9. Periferija Peloponez
10. Periferija Južni Egej
11. Periferija Tesalija
12. Periferija Zapadna Grčka
13. Periferija Zapadna Makedonija

- (a) Brdo Atos (Sveta Gora)

Sa Središnjom Makedonijom graniči autonomno područje zvano Brdo Atos koje je monaška država pod grčkim suverenitetom.